# Distrito de Cochabamba (Tayacaja)
El distrito peruano de Cochabamba es uno de los 23 distritos de la provincia de Tayacaja, al norte del departamento de Huancavelica.

## Historia
Fue creado mediante la Ley N° 31132 por aprobación del Congreso de la República y publicado en el diario oficial El Peruano, durante el gobierno del presidente Francisco Sagasti en 2021.